# بیل والتون
بیل والتون (انگلیسی: Bill Walton؛ زاده ۵ نوامبر ۱۹۵۲) یک بازیکن بسکتبال اهل ایالات متحده آمریکااست.